# Бестаев, Айвар Багратович
Айва́р Багра́тович Беста́ев (1954—2018) — юго-осетинский медик, хирург, с 1995 года возглавлял хирургическое отделение Республиканской больницы в Цхинвале, в 2011 году баллотировался в президенты РЮО.

## Биография
Родился в Сталинире (ныне Цхинвал) в 1954 году.
В 1972 году окончил Цхинвальскую школу № 6.
В 1972 году поступил в Северо-Осетинский медицинский институт, успешно окончил его в 1978 году. С того же года и до своих последних дней работал в Республиканской больнице Южной Осетии врачом-хирургом. С 1995 года возглавлял хирургическое отделение.
Награжден Орденом Почёта «За заслуги перед Отечеством».
Во время августовской войны 2008 года оставался на работе, оперировал в подвальном помещении раненых. В это время его жильё полностью выгорело. По мнению Бестаева, во время нападения на Цхинвал грузинские военные прицельно обстреливали больницу.
В 2011 году баллотировался в президенты Южной Осетии, однако 8 ноября снял свою кандидатуру в пользу социал-демократа Дмитрия Тасоева (который не вышел во второй тур).
Айвар Бестаев скончался в мае 2018 года.